# Rossend Audet Puncernau
Rossend Audet Puncernau (Ponts, 10 de juny de 1923 - Guissona, 8 de febrer de 1985) fou un metge i polític català.

## Biografia
Estudia el batxillerat per lliure en l'Acadèmia Durán de Barcelona i la carrera de Medicina en la Universitat de Barcelona. Doctor en Medicina i Diplomat en Medicina del Treball. Exercí lliurement la medicina a Guissona. Un declarat antifeixista i favorable a la independència de Catalunya, de facto en la seva masia a Ponts va fer pintar dues estelades, tot això durant l'època franquista.
Fou membre de l'Assemblea de Catalunya des de 1970, dins del grup dels no alineats i pertany a la seva Comissió Permanent. També fou president de l'Associació de veïns de Guissona des de 1976. A les eleccions generals espanyoles de 1977 fou escollit senador per la província de Lleida en la coalició Entesa dels Catalans, coalició que abandonà el 1978 per a passar al Grup Mixt del Senat. Justament, per aquella època estava a punt d'aprovar-se la Constitució espanyola l'any 1978, fou un dels pocs que es va posicionar en contra d'ella i de la monarquia. Més tard fou membre del Comitè Executiu d'Esquerra Republicana de Catalunya i del Consell Consultiu de la Generalitat de Catalunya. A les eleccions municipals espanyoles de 1979 fou escollit alcalde de Guissona, càrrec que va ocupar fins a la seva mort.